# Euphorbia ariensis
Euphorbia ariensis är en törelväxtart som beskrevs av Carl Sigismund Kunth. Euphorbia ariensis ingår i släktet törlar, och familjen törelväxter. Inga underarter finns listade i Catalogue of Life.